# Іофе Веніамін Вікторович
Веніамі́н Ві́кторович Іо́фе (рос. Вениамин Викторович Иофе, 1938—2002)  — російський правозахисник, історик, публіцист.

## Біографія
З 1938 року жив у Ленінграді. Закінчив Ленінградський хіміко-технологічний інститут (1962), аспірант Ленінградського НДІ синтетичного каучуку (1962—1964).
Автор статей про перспективи розвитку демократії в СРСР, опублікованих у самвидавному суспільно-політичному журналі «Колокол» (Ленінград) — органі «Спілки комуністів». Будучи членом підпільної марксистської групи, розповсюджував серед ленінградських студентів летючки із закликами до боротьби з радянською бюрократією. Засуджений 26 листопада 1965 року Ленміськсудом за ст. 70 ч. 1 і 72 КК РРФСР за антирадянську агітацію та пропаганду до 3 років позбавлення волі в колонії суворого режиму. Відбував покарання у виправно-трудовому таборі в Мордовській АРСР. Звільнений 1968 року.
У 1969—1990 роках працював інженером на підприємствах Ленінграда. Публікував статті з історії політичної опозиції в СРСР у самвидавних збірниках «Память», «Сумма» під псевдонімами С. Пєсков і С. Д. Рождественський.
Один з ініціаторів створення товариства «Меморіал», з 1989 року співголова Санкт-Петербурзького товариства «Меморіал». Згодом організував і очолив Науково-інформаційний центр «Меморіал» (1992), був його директором і головним редактором видавництва, науковим керівником серії «Історичні збірники» й альманаху «Вісник „Меморіалу“».
Вивчав історію політичних репресій у Північно-Західному регіоні СРСР. Ініціатор встановлення в Санкт-Петербурзі на Троїцькій площі пам'ятника жертвам політичних репресій «Соловецький камінь». Розшукував і досліджував місця розстрілів під Санкт-Петербургом (урочище Койранкангас) і Медвеж'єгорськом у Карелії (1989—1992). Під час спільної експедиції з Іриною Фліге (Санкт-Петербург), Юрієм Дмитрієвим (Петрозаводськ) дослідники віднайшли місце масових розстрілів людей — урочище Сандармох у Медвеж'єгорському районі (1997), де 27.10. — 4.11.1937 розстріляно 1111 в'язнів найбільшого в період Великого терору етапу Соловецької тюрми особливого призначення, серед них були сотні українців, зокрема й багато відомих митців з покоління «розстріляного відродження» (2004 року зусиллями світового українства там встановлено пам'ятник Козацький хрест «Убієнним синам України»). Сприяв у підготовці науково-документального 3-томника «Остання адреса: До 60-річчя соловецької трагедії», виданого в Україні (1997—1999).
Помер 2002 року в Санкт-Петербурзі, похований на Красненькому кладовищі.
Пам'ять про Веніаміна Іофе вшановано виданням книжки (збірника статей, виступів, есе) 2003 року, відтоді НІЦ «Меморіал» проводить також щорічні біографічні читання «Право на ім'я: біографіка 20-го століття».